# Vladimir Frolov (militaire)
Pour les articles homonymes, voir Vladimir Frolov.
Vladimir Petrovitch Frolov (en russe : Владимир Петрович Фролов), né le 6 février 1967 et mort en avril 2022, est un officier russe, major général, commandant adjoint de la 8e armée de la Garde.

## Biographie
Promu major général par Vladimir Poutine le 12 décembre 2019, Vladimir Frolov est tué lors de l'invasion de l'Ukraine, en avril 2022.
Il a été inhumé le 16 avril 2022 au cimetière Serafimovski à Saint-Pétersbourg.